# Клименко, Михаил Дмитриевич
Михаил Дмитриевич Клименко (1911, Михайловка, Семиреченская область — неизвестно) — советский колхозник. Герой Социалистического Труда (1951).

## Биография
Михаил Клименко родился в 1911 году в селе Михайловка Пржевальского уезда Семиреченской области Туркестанского края (сейчас Тюпского района Иссык-Кульской области Кыргызстана) в семье крестьянина.
В 1929 году вступил в колхоз «Искра».
С 1934 года, окончив школу механизаторов в селе Теплоключенка (сейчас Ак-Суу), трудился на Тюпской машинно-тракторной станции. Освоил все модели тракторов и комбайнов, постоянно входил в число передовиков.
Во время Великой Отечественной войны, имея бронь от мобилизации, продолжал работать механизатором в Иссык-Кульской области. Параллельно обучал юношей и девушек работе на тракторе.
В годы 4-й пятилетки (1946—1950) лидировал среди механизаторов Тюпской МТС.
В 1950 году на комбайне «Сталинец-6» собрал за 25 дней 8310 центнеров зерна.
13 августа 1951 года Указом Президиума Верховного Совета СССР за достижение в 1950 году высоких показателей на уборке и обмолоте зерновых культур получил звание Героя Социалистического Труда с вручением ордена Ленина и золотой медали «Серп и Молот».
В 1951 году, намолотив 10 тысяч центнеров зерна, второй раз был награждён орденом Трудового Красного Знамени. Участвовал в Всесоюзной сельскохозяйственной выставке.
Жил в Михайловке.
Дата смерти неизвестна.
Награждён орденом Ленина (13 августа 1951), двумя орденами Трудового Красного Знамени (31 января 1951, 28 июня 1952), медалями, в том числе двумя «За трудовую доблесть» (9 июля 1947, 1 июля 1950), Большими серебряными медалями ВСХВ. Отличник социалистического сельского хозяйства СССР.